# 耶律术者
耶律术者字能典，于越蒲古只的后代，契丹人。辽国官员。魁伟雄辨。

## 经历
乾统初年，补任祗候郎君。乾统六年（1106年），因柴册，任观察使。天庆五年（1115年），受诏监都统耶律斡里朵作战。战败，改任银州刺史，徙咸州乣将。
曾与耶律章奴谋立魏国王耶律淳。后听说耶律章奴自鸭子河逃亡，就带领一些人去与耶律章奴会合。道上被游兵所擒，送往有关部门。辽天祚帝问曰 ：“予何负卿而反？”术者对曰 ：“臣诚无憾。但以天下大乱，已非辽有，小人满朝，贤臣窜斥，诚不忍见天皇帝艰难之业一旦土崩。臣所以痛入骨髓而有此举，非为身计 。”数日后，又问，术者厉声数天祚帝的错误，言社稷危亡之本，被杀。妻子萧讹里本。

## 传記資料
- 《辽史》卷100 列传第30